# Otto Löffler (General)

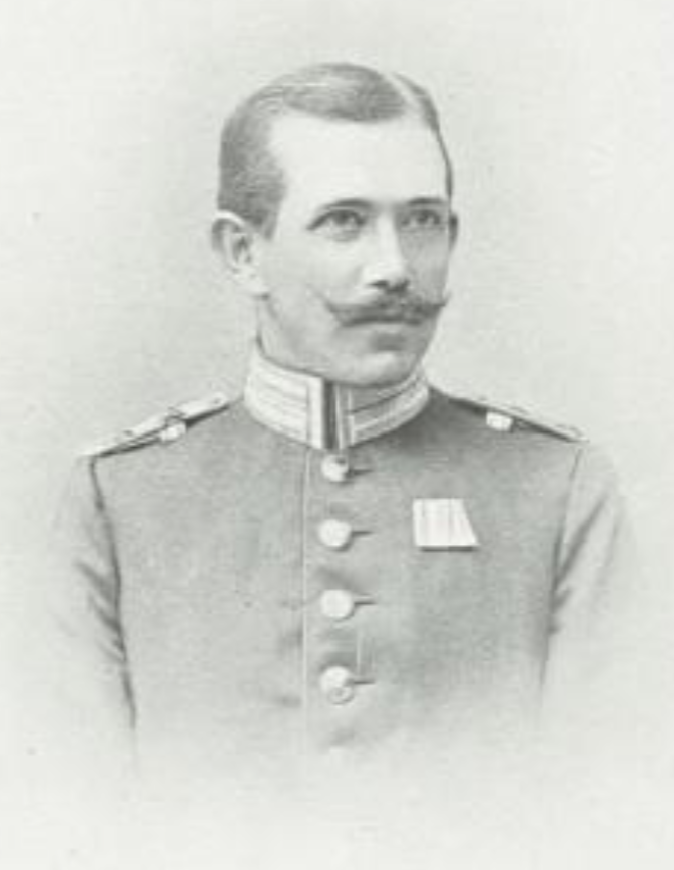
Otto Löffler in jungen Jahren

Friedrich Otto Löffler (* 14. Januar 1864 in Waltersdorf bei Zittau; † 11. Dezember 1945 in Dresden) war ein sächsischer Generalleutnant, Schriftsteller und Politiker der Deutschen Demokratischen Partei.

## Leben

### Militärkarriere
Löffler trat 1883 als Soldat in die sächsische Armee ein und wurde noch im selben Jahr zum Unteroffizier und zum Fähnrich befördert. In den folgenden Jahren avancierte er 1884 zum Leutnant und 1892 zum Oberleutnant. Nachdem er am 24. März 1897 zum Hauptmann befördert wurde, erfolgte seine Abkommandierung zum Großen Generalstab in Berlin, wo er gleichzeitig ein Examen bei der preußischen Kriegsakademie ablegte. Da er das beste Examen ablegte, wurde er von dem deutschen Kaiser Wilhelm II. mit einem Ehrensäbel ausgezeichnet. Nach Ausbruch des Boxeraufstandes im chinesischem Kaiserreich meldete sich Löffler, der immer noch im Großen Generalstab diente, freiwillig zum Ostasiatischen Expeditionskorps und wurde dem Armee-Oberkommando von Alfred Graf von Waldersee als Generalstabsoffizier zugeteilt. In dieser Eigenschaft beteiligte er sich an der Niederschlagung des Aufstandes und konnte einen genauen Einblick in die diplomatischen und militärischen Vorgänge der Expedition gewinnen. Für seine Teilnahme an der Expedition wurde er am 27. Oktober 1901 mit dem Roten Adlerorden IV. Klasse ausgezeichnet. Nach erfolgreicher Rückkehr wurde er dem 10. Königlich-Sächsischen Infanterie-Regiment Nr. 134 zugeteilt.

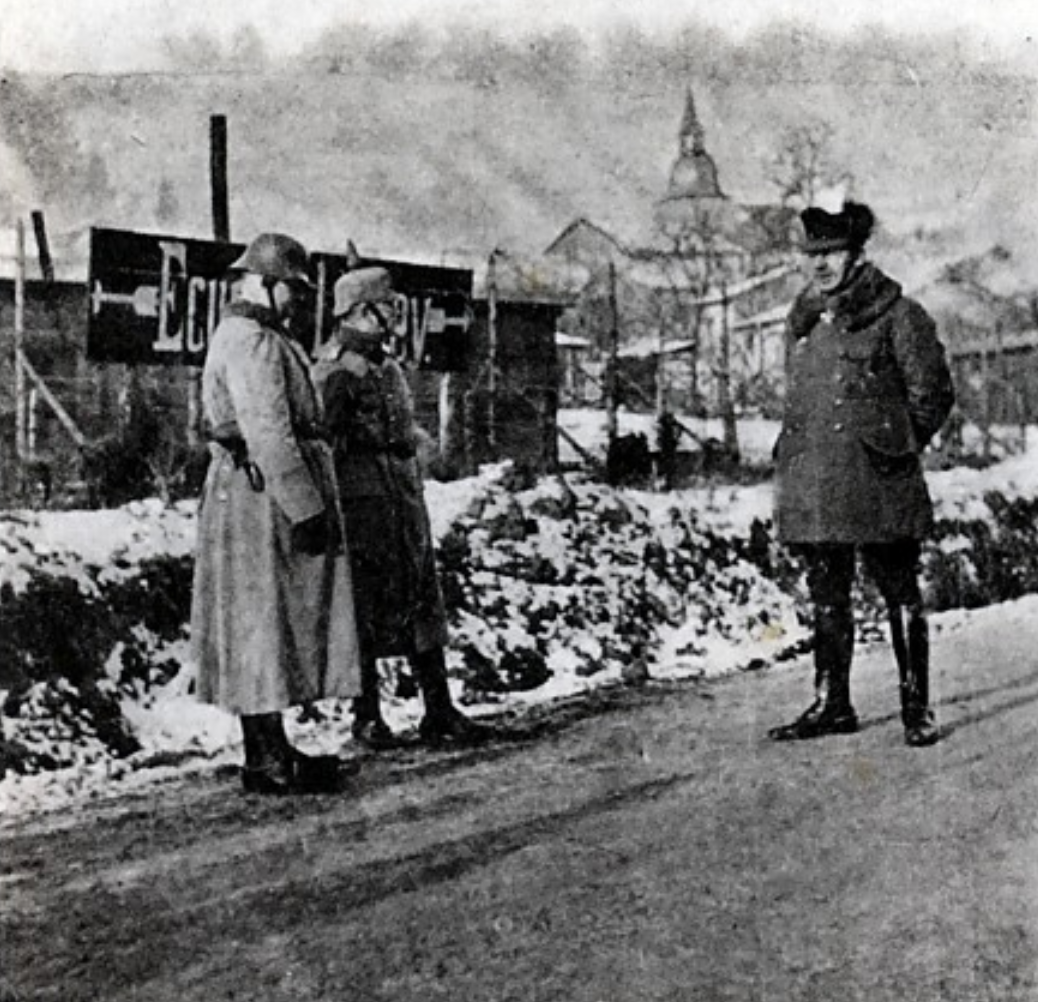
Otto Löffler, Friedrich Pudor und Adolf von Zeschau an der Ostfront.

Nach Beförderung zum Major am 4. August 1904 diente er 1908 im Generalstab des XIX. (II. Königlich Sächsisches) Armee-Korps. 1911 wurde er mit der Wahrnehmung der Geschäfte eines Abteilungschefs im sächsischen Kriegsministerium beauftragt. Nach Beförderung zum Oberstleutnant am 23. Mai desselben Jahres wurde er endgültiger Abteilungschef der Allgemeinen Armee-Abteilung. Er wurde schon ein Jahr später, am 12. November 1912, zum Oberst befördert und diente 1914 als Kommandeur des Infanterie-Regiment „Prinz Johann Georg“ (8. Königlich Sächsisches) Nr. 107. Nach Ausbruch des Ersten Weltkrieges diente er weiterhin als Kommandeur des Regiments, führte es durch Belgien und Nordfrankreich und nahm an zahlreichen Schlachten teil. Wegen seiner Beteiligung an der Schlacht an der Marne wurde er am 15. Oktober 1914 mit dem Ritterkreuz des Militär-St.-Heinrichs-Ordens ausgezeichnet. Nach Beförderung zum Generalmajor diente er seit dem 15. April 1917 als Kommandeur der 192. Infanterie-Division (8. Königlich Sächsische) und wurde erneut für seine Verdienste an der Westfront als Kommandeur II. Klasse des Militär-St.-Heinrichs-Ordens ausgezeichnet. Er wurde später noch zum Generalleutnant befördert.
Er wurde in der Nachkriegszeit aus der Armee entlassen, arbeitete für kurze Zeit als Bergarbeiter und wirkte nachfolgend als Mitarbeiter der Monatszeitschrift Reclams Universum und der Frankfurter Zeitung. Er stand linksliberalen Kreisen nahe und kandidierte 1920 für die Deutsche Demokratische Partei (DDP). Er beteiligte sich, auch mit Erich Koch-Weser, Andreas Blunck und Paul Rohrbach, an einem Aufruf zur Bekennung der Demokratie in der Heidelberger Tageblatt. Er stand der Reichswehr kritisch gegenüber, da er sie als Ansammlung konterrevolutionärer Personen ansah.

## Werke
- Taktik des truppen-sanitätsdienstes auf dem Schlachtfelde. E. S. Mittler, 1899
- Die China-Expedition. E. S. Mittler, 1902[15]
- Der russisch-japanische Krieg in seinen taktischen und strategischen Lehren I. Teil. E. S. Mittler, 1905 (Digitalisat)
- Der russisch-japanische Krieg in seinen taktischen und strategischen Lehren II. Teil. E. S. Mittler, 1905 (Digitalisat)
- Kameraden! Der letzte Tag der Division rückt heran. 1918
- Um unsere Zukunft! Ein Weckruf in deutscher Not. Demokratischer Verlag, 1920